# Kaitumälven
Der Kaitumälven (auch Kaitum älv, nordsamisch Gáidumeatnu) ist ein rechter Nebenfluss des Kalixälven in Norrbottens län im äußersten Norden Schwedens.
Der Kaitumälven hat eine Länge einschließlich seiner Quellflüsse von etwa 150 km.
Seine beiden Hauptquellflüsse Tjäktjajåkka und Kaitumjåkka münden in das westliche Ende des 5 km² großen Sees Padje-Kaitumjaure (Övre Kaitumjaure).
Die Quelle des Tjäktjajåkka liegt westlich des Tjäktja-Pass und westlich des Kebnekaise-Massivs an der norwegischen Grenze.
Der Tjäktjajåkka fließt in südlicher Richtung zur Kaitumjaurestugorna und mündet dort in den Padje-Kaitumjaure.
Der Kungsleden-Weitwanderweg verläuft entlang seinem Ufer.
Der Kaitumälven durchfließt die Seenkette bestehend aus Padje-Kaitumjaure, Kaska-Kaitumjaure (Mellersta Kaitumjaure) (14 km²) und Vuolep Kaitumjaure (Nedre Kaitumjaure) (15 km²) in östlicher Richtung.
Er fließt weiter in Richtung Ostsüdost und mündet schließlich westlich der Europastraße 10 bei Lappeasuando in den Kalixälven.
Der Kaitumälven ist noch frei von Wasserkraftwerken.
Er ist ein beliebtes Kajak-, Kanu- und Angelgewässer.